# Abu al-Hasan und der Kalif al-Ma'mun
Abu al-Hasan und der Kalif al-Ma'mun ist ein orientalisches Märchen aus den Geschichten aus Tausendundeiner Nacht. In der Arabian Nights Encyclopedia wird sie als ANE 97 gelistet.
Die Kurzgeschichte erzählt wie der mittellose Abu al-Hasan einer Versuchung erliegt, die zu einem Zusammentreffen mit dem siebten abbasidischen Kalifen al-Ma'mun (786–833) führt.

## Handlung
Ein Mann namens Abu al-Hasan hatte große Schulden und wusste sich nicht zu helfen. Da kam, als er über nachdenklich in seinem Haus saß, ein Pilger aus Chorasan zu Besuch. Der Pilger erklärte, dass er auf der Haddsch nach Mekka sei und zehntausend Drachmen bei sich habe, die er nicht den ganzen Weg mitschleppen wolle. Der Pilger bat darum, das Geld bei Abu al-Hasan lassen zu dürfen, bis er von der Pilgerfahrt zurückkehrte. Sollte die Pilgerkarawane zurückkehren und er nicht dabei sein, könne Abu al-Hasan ihn als verstorben betrachten und das Geld für sich behalten. Abu al-Hasan stimmte zu. Sie wogen den Beutel Geld ab, und der Pilger verließ das Haus. Sofort versammelte Abu al-Hasan seine Gläubiger und bezahlte seine Schulden, darauf hoffend, Gott möge ihm helfen, bis der Pilger aus Mekka zurückkehrte.
Doch schon am nächsten Tag kam der Pilger wieder und erklärte, er habe den Tod seines Vaters vernommen, weswegen er statt nach Mekka zu reisen nach Chorasan zurückkehren wolle und daher um sein Geld bat. Abu al-Hasan wich aus und erklärte, er habe das Geld bei einem Freund untergebracht, dessen Haus sicherer sei und der Pilger solle morgen wiederkommen. In der Nacht floh Abu al-Hasan als Rechtsgelehrter verkleidet, wurde jedoch im östlichen Teil von Bagdad von Männern gesucht, die ihm erklärten, dass der Kalif al-Ma'mun ihn sprechen wolle. So gelangte Abu al-Hasan zum Kalifen, der sich seine Geschichte anhörte und zu weinen anfing. Der Kalif erklärte, dass ihm der Prophet Muhammad im Traum erschienen sei und ihm gesagt habe, er solle Abu al-Hasan helfen.
Al-Ma'mun ließ Abu al-Hasan zehntausend Drachmen für den Pilger aus Chorasan geben. Dann gab er ihm noch 30.000 weitere Drachmen mit der Anweisung, sich damit auszustatten, da er ihm bald ein Amt verleihen werde. Als Abu al-Hasan nach Hause ging, überreichte er ihm das Geld, wobei der Pilger feststellte, dass es nicht sein eigener Beutel war. Abu al-Hasan erzählte ihm darauf die ganze Geschichte, woraufhin der Pilger ihm weinend seine Schuld erließ und Abu al-Hasan das Geld übergab. Abu al-Hasan machte Ordnung in seinen Geschäften und wurde vom al-Ma'mun zum Qadi des westlichen Teils von Medina ernannt. Er starb später in diesem Amt.

## Hintergrund
Die Geschichte findet sich in den ägyptischen Handschriften und den frühen arabischen Druckausgaben, mit Ausnahme der Breslauer Edition. Sie findet sich außerhalb von Tausendundeine Nacht ebenso in einer anonymen ägyptischen Erzählsammlung aus dem 16. Jahrhundert.

## Ausgaben
- Enno Littmann: Die Erzählungen aus den tausendundein Nächten, Insel Verlag, Frankfurt 1968 (Erstausgabe 1922–1928), Band 3, S, 331–335.
- Gustav Weil: Tausend und eine Nacht – Arabische Erzählungen, Karl Müller Verlag, Erlangen 1984 (Erstausgabe 1839), Band 4, S. 61–63.